# Wahrstedt

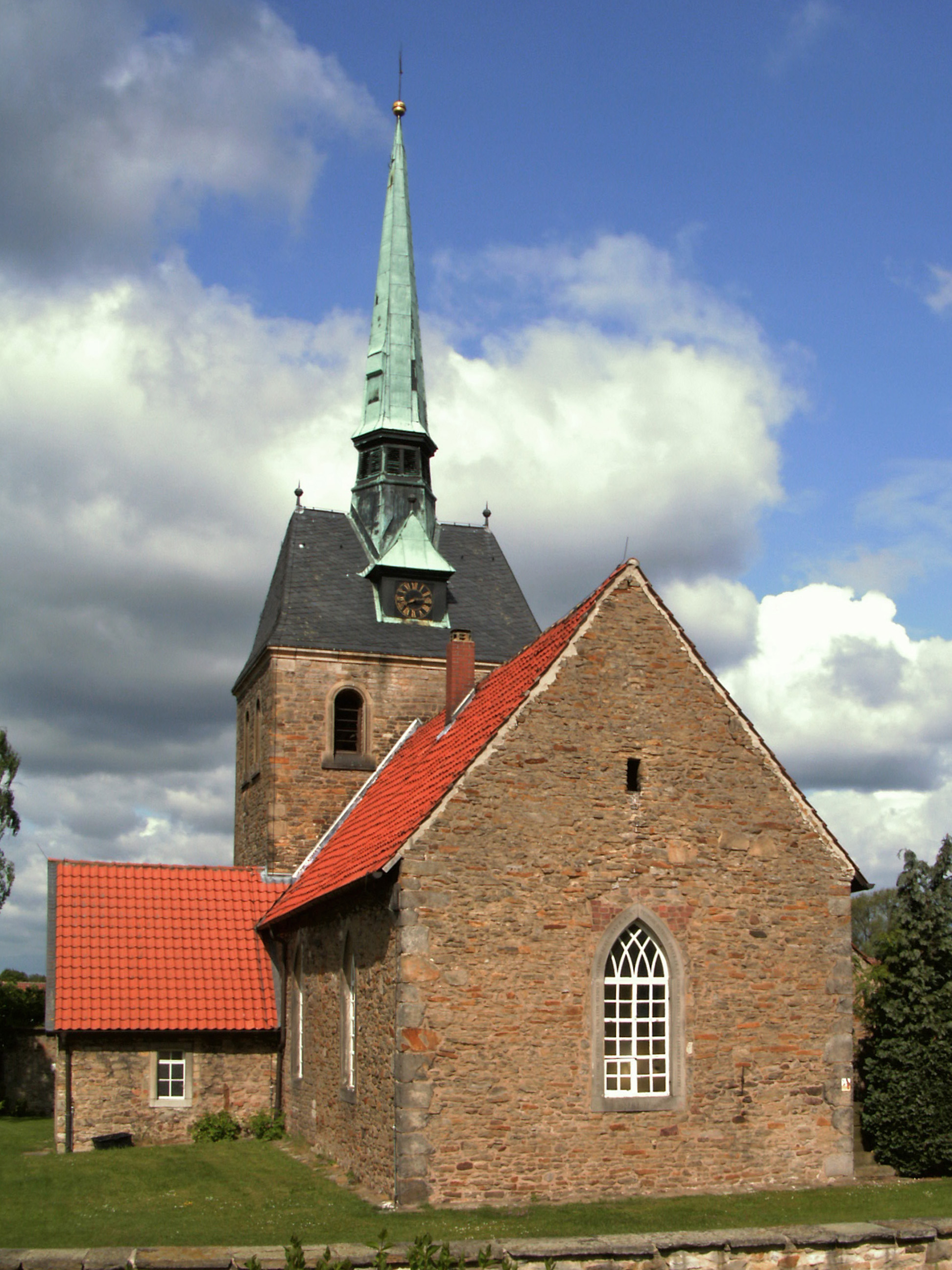
St.-Petrus-Kirche Ostseite

Wahrstedt ist ein Ortsteil der Gemeinde Velpke im Landkreis Helmstedt in Niedersachsen (Deutschland). Zu Wahrstedt gehört auch der Wohnplatz Büstedt.

## Lage
Wahrstedt liegt 12 km östlich von Wolfsburg. Durch den Ort fließen die beiden Bäche Katharinenbach und Schaumburgriede, die nach wenigen Kilometern in die Aller münden. Die Nachbardörfer sind Meinkot, Velpke, Grafhorst und Oebisfelde. Im Nachbardorf Velpke bietet sich die Möglichkeit durch viele Einkaufsläden und Discounter seinen täglichen Einkauf zu erledigen.

## Geschichte
Im Jahr 1264 wurde Wahrstedt erstmals in einer Urkunde erwähnt. Früher besaß das Dorf eine Schule mit mehreren Klassenräumen, einen Bahnhof und zwei Gaststätten.
Infolge der Flucht und Vertreibung Deutscher aus Mittel- und Osteuropa von 1945–1950 hatte sich die Einwohnerzahl von Wahrstedt von 323 (1939) auf 624 (1950) vergrößert, davon waren 1950 226 Heimatvertriebene. In späteren Jahren nahm die Einwohnerzahl durch die abgelegene Lage Wahrstedts an der DDR-Grenze und das geringe Angebot an Arbeitsplätzen wieder ab.
Am 1. Juli 1972 wurde Wahrstedt in die Gemeinde Velpke eingegliedert.
Am 26. November 1989 wurde die Innerdeutsche Grenze zwischen Büstedt und Oebisfelde geöffnet.
2018 wurde das Dorfgemeinschaftshaus, in dem unter anderem auch die Feuerwehr ihre Unterkunft hatte, abgerissen. Noch im selben Jahr begann der Bau eines neuen Feuerwehrhauses nach den Plänen des Architekten Wilfried Kuhn. Ein Ersatzbau für das Dorfgemeinschaftshaus wird aus finanziellen Gründen noch nicht errichtet.

### Einwohnerentwicklung
Einwohnerzahl von Wahrstedt einschließlich des Wohnplatzes Büstedt:
| Jahr      | 1821 | 1849 | 1871 | 1905 | 1925 | 1939 | 1950 | 1956 |
| --------- | ---- | ---- | ---- | ---- | ---- | ---- | ---- | ---- |
| Einwohner | 312  | 365  | 349  | 376  | 324  | 323  | 624  | 496  |

Der Ort hat heute etwa 550 Einwohner.

## Religionen
In Wahrstedt befindet sich die evangelisch-lutherische St.-Petrus-Kirche, die zum Gesamtpfarrverband Aller in Bahrdorf gehört.
Für die katholischen Einwohner befindet sich die Kirche im 2 km entfernten Nachbarort Velpke. Auf dem erhöhten Gelände im Dorfzentrum Wahrstedts neben der "Alten Schule" gelegen, ist die Wahrstedter St.-Petrus-Kirche mit ihrem Turm, welcher aus allen Himmelsrichtungen als überragendes Gebäude des Dorfes zu sehen ist. Mit ihrer Ausstattung eines barocken Hochaltars zählt sie zu den schönsten Dorfkirchen im alten Land Braunschweig.

## Wirtschaft und Infrastruktur

### Bildung
Nachdem das alte Schulgebäude 1913 abgerissen worden war, erfolgte an derselben Stelle ein Schulneubau, der 1915 eingeweiht wurde. 1965 folgte die Erweiterung des Gebäudes um ein oberes Stockwerk. Heute ist die Schule in Wahrstedt geschlossen, die Kinder aus Wahrstedt besuchen die Grundschule in Bahrdorf. Auch eine Kindertagesstätte gibt es in Wahrstedt nicht.

### Verkehr

#### Straßenverkehr

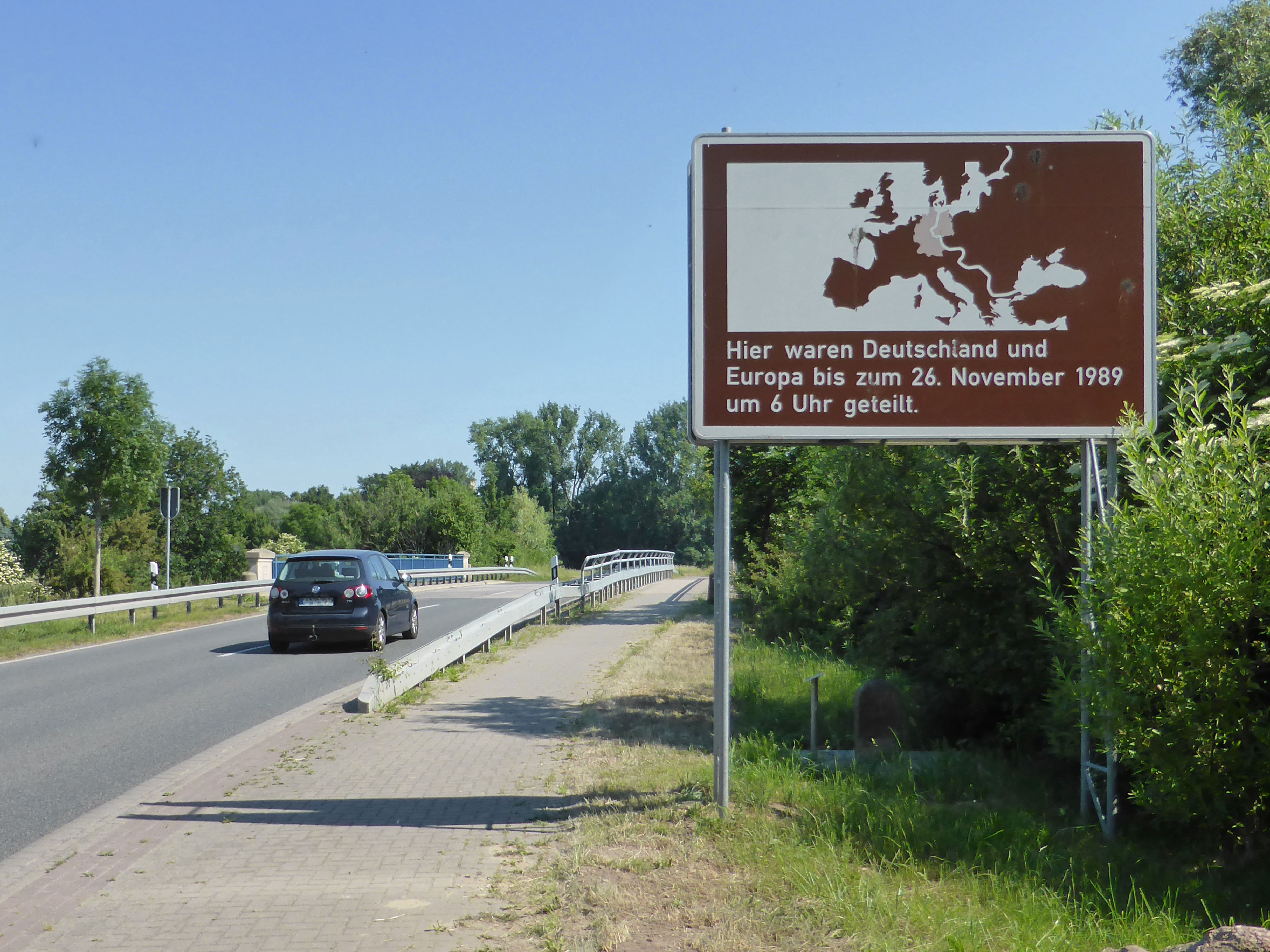
Ehemalige Grenze zwischen Büstedt und Oebisfelde

Durch das ganze Dorf entlang zieht sich die Stendaler Straße. Landstraßen führen von Wahrstedt aus im Osten nach Oebisfelde bzw. Büstedt, im Süden nach Meinkot, im Westen nach Velpke und im Norden nach Grafhorst. Rund drei Kilometer westlich von Wahrstedt verläuft durch Velpke die Bundesstraße 244. Die Bundesstraße 188 führte früher durch Wahrstedt, bis 2010 eine Umgehungsstraße eröffnet wurde, die nördlich von Wahrstedt parallel zur Bahnstrecke Berlin–Lehrte verläuft. Die nächstliegenden Autobahnanschlussstellen sind Helmstedt-West (A 2) und Wolfsburg-West (A 39) in jeweils knapp 20 Kilometer Entfernung.
Buslinien der Kraftverkehrsgesellschaft Braunschweig und der Verkehrsbetriebe Bachstein führen von Wahrstedt zu allen Nachbardörfern und bis nach Helmstedt, bis zum Wolfsburger Hauptbahnhof und bis nach Oebisfelde, sowie im Berufsverkehr bis in das Volkswagenwerk Wolfsburg.

#### Eisenbahn
Wahrstedt liegt an der in diesem Bereich stillgelegten Bahnstrecke Helmstedt–Oebisfelde. Die Strecke wurde am 1. September 1895 eröffnet, und seit mindestens 1908 bestand nahe dem Wahrstedter Bahnhof die Gaststätte Zur Eisenbahn. Durch die Ziehung der Innerdeutschen Grenze wurde der Bahnverkehr 1945 eingestellt, und die Gaststätte Anfang der 1960er Jahre geschlossen. Nächstgelegener Bahnhof ist heute der Bahnhof Oebisfelde in rund drei Kilometer Entfernung.

## Persönlichkeiten

### Persönlichkeiten, die in Wahrstedt gewirkt haben
- Hans Wolff, Mathematiker, besuchte von 1946 bis 1949 die Volksschule in Wahrstedt
- Dorothea Bentze (1743–1839), Mutter von Carl Friedrich Gauß, deutscher Mathematiker

## Vereine
Wahrstedt hat ein aktives Vereinsleben. Vor allem der SuS Wahrstedt als Sportverein und die Freiwillige Feuerwehr bieten viele Aktionen, die das Zusammenleben im Dorf erhalten und fördern.
- S.u.S. Wahrstedt
- Freiwillige Feuerwehr Wahrstedt
- Hammelklub

## Sport
S.u.S. Wahrstedt ist ein Verein in Wahrstedt. Dieser hat ca. 350 Mitglieder.
Die Sportanlage des Vereins umfasst einen Sportplatz, einen 2009 neu angelegten Trainingsplatz, einen renovierten Kinderspielplatz und einen im Jahr 2020/21 neu angebauten Gymnastikraum.
Bei der Jugendfußballmannschaft JSG Nordkreis können Kinder und Jugendliche ihrem Hobby nachgehen. Außerdem gibt es die Spielgemeinschaft der Herren, FC Nordkreis 2010 e.V., dieser besteht aus den Vereinen SV Velpke, TSV Grafhorst und S.u.S. Wahrstedt.